# Liste der Stolpersteine in Oisterwijk
Die Liste der Stolpersteine in Oisterwijk umfasst die Stolpersteine, die in Oisterwijk verlegt wurden, einer Gemeinde in der niederländischen Provinz Noord-Brabant. Stolpersteine sind ein Projekt des deutschen Künstlers Gunter Demnig. Sie sind Opfern des Nationalsozialismus gewidmet, all jenen, die vom NS-Regime drangsaliert, deportiert, ermordet, in die Emigration oder in den Suizid getrieben wurden. Demnig verlegt für jedes Opfer einen eigenen Stein, im Regelfall vor dem letzten selbst gewählten Wohnsitz.
Die erste Verlegung in dieser Gemeinde erfolgte am 1. Mai 2018 in Moergestel.

## Verlegte Stolpersteine
In der Gemeinde Oisterwijk wurden 31 Stolpersteine verlegt, acht in Moergestel, eingemeindet im Jahr 1997, und 23 in Oisterwijk selbst.

### Moergestel
In Moergestel befinden sich acht Stolpersteine an einem Ort.
| Stolperstein | Übersetzung | Verlegort                                 | Name, Leben                       |
| ------------ | --- | ----------------------------------------- | --------------------------------- |
|              | HIER WOHNTE ELISABETH AGSTERIBBE GEB. 1922 VERHAFTET 29.8.1942 DEPORTIERT AUS WESTERBORK AUSCHWITZ ERMORDET 3.9.1942                    | Rootven-Prinses Margrietstraat Moergestel | Elisabeth Agsteribbe (1922–1942)  |
|              | HIER WOHNTE SAMUEL AGSTERIBBE GEB. 1920 VERHAFTET 29.8.1942 DEPORTIERT 1942 AUS WESTERBORK AUSCHWITZ-COSEL ERMORDET 4.4.1945 BUCHENWALD | Rootven-Prinses Margrietstraat Moergestel | Samuel Agsteribbe (1920–1945)     |
|              | HIER WOHNTE FRANÇOIS BUSNAC GEB. 1890 VERHAFTET 19.5.1943 INTERNIERT VUGHT DEPORTIERT AUS WESTERBORK SOBIBOR ERMORDET 28.5.1943         | Rootven-Prinses Margrietstraat Moergestel | François Busnac (1890–1943)       |
|              | HIER WOHNTE ROBERT BUSNAC GEB. 1940 VERHAFTET 9.4.1943 INTERNIERT VUGHT DEPORTIERT AUS WESTERBORK SOBIBOR ERMORDET 14.5.1943            | Rootven-Prinses Margrietstraat Moergestel | Robert Busnac (1940–1943)         |
|              | HIER WOHNTE ADOLPHINA FRANKENHUIS GEB. 1929 VERHAFTET 9.4.1943 INTERNIERT VUGHT DEPORTIERT AUS WESTERBORK SOBIBOR ERMORDET 14.5.1943    | Rootven-Prinses Margrietstraat Moergestel | Adolphina Frankenhuis (1929–1943) |
|              | HIER WOHNTE FRANCISKA FRANKENHUIS GEB. 1934 VERHAFTET 9.4.1943 INTERNIERT VUGHT DEPORTIERT AUS WESTERBORK SOBIBOR ERMORDET 14.5.1943    | Rootven-Prinses Margrietstraat Moergestel | Franciska Frankenhuis (1934–1943) |
|              | HIER WOHNTE HENRIËTTE FRANKENHUIS GEB. 1927 VERHAFTET 9.4.1943 INTERNIERT VUGHT DEPORTIERT AUS WESTERBORK SOBIBOR ERMORDET 14.5.1943    | Rootven-Prinses Margrietstraat Moergestel | Henriëtte Frankenhuis (1927–1943) |
|              | HIER WOHNTE SARA FRANKENHUIS GEB. 1898 VERHAFTET 9.4.1943 INTERNIERT VUGHT DEPORTIERT AUS WESTERBORK SOBIBOR ERMORDET 14.5.1943         | Rootven-Prinses Margrietstraat Moergestel | Sara Frankenhuis (1898–1943)      |

### Oisterwijk
In Oisterwijk wurden 23 Stolpersteine an zehn Adressen verlegt.
| Stolperstein | Übersetzung | Verlegort                             | Name, Leben                                 |
| ------------ | --- | ------------------------------------- | ------------------------------------------- |
|              | HIER WOHNTE HARTOG ANHOLT GEB. 1905 FLUCHT 1942 VERHAFTET 1943 AMSTERDAM DEPORTIERT 1943 AUS WESTERBORK ERMORDET 31.3.1944 AUSCHWITZ | Bremlaan 1 Oisterwijk                 | Hartog Anholt (1905–1944)                   |
|              | HIER WOHNTE FRITZ BING GEB. 1882 DEPORTIERT 1942 ERMORDET 30.9.1942 AUSCHWITZ                                                        | Burgemeester Canterslaan 5 Oisterwijk | Fritz Bing (1882–1942)                      |
|              | HIER WOHNTE HEINZ WOLFGANG BING GEB. 1922 DEPORTIERT 1942 ERMORDET 30.9.1942 AUSCHWITZ                                               | Burgemeester Canterslaan 5 Oisterwijk | Heinz Wolfgang Bing (1922–1942)             |
|              | HIER WOHNTE GRETE BING- HACHENBURG GEB. 1890 DEPORTIERT 1942 ERMORDET 9.8.1942 AUSCHWITZ                                             | Burgemeester Canterslaan 5 Oisterwijk | Grete Bing-Hachenburg (1890–1942)           |
|              | HIER WOHNTE HERMINE ELSAS-GLUCK GEB. 1866 FLUCHT 1942 DEPORTIERT 1943 AUS WESTERBORK ERMORDET 7.7.1944 AUSCHWITZ                     | George Perklaan 7 Oisterwijk          | Hermine Elsas-Gluck (1866–1944)             |
|              | HIER UNTERGETAUCHT WAR MAX HEIJMANS GEB. 1911 DEPORTIERT 1943 ERMORDET 31.3.1944 AUSCHWITZ                                           | Adervendreef 2 Oisterwijk             | Max Heijmans (1911–1944)                    |
|              | HIER UNTERGETAUCHT WAR REINE HEIJMANS GEB. 1908 DEPORTIERT 1943 ERMORDET 22.10.1943 AUSCHWITZ                                        | Adervendreef 2 Oisterwijk             | Reine Heijmans (1908–1943)                  |
|              | HIER UNTERGETAUCHT WAR SALOMON HEIJMANS GEB. 1869 DEPORTIERT 1943 ERMORDET 22.10.1943 AUSCHWITZ                                      | Adervendreef 2 Oisterwijk             | Salomon Heijmans (1869–1943)                |
|              | HIER UNTERGETAUCHT WAR PETRONELLA HEIJMANS- VAN MENTS GEB. 1882 DEPORTIERT 1943 ERMORDET 22.10.1943 AUSCHWITZ                        | Adervendreef 2 Oisterwijk             | Petronella Heijmans-Van Ments (1882–1943)   |
|              | HIER UNTERGETAUCHT WAR ANNA HEIJMANS- SPANJAARD GEB. 1910 DEPORTIERT 1943 ERMORDET 22.10.1943 AUSCHWITZ                              | Adervendreef 2 Oisterwijk             | Anna Heijmans-Spanjaard (1910–1943)         |
|              | HIER WOHNTE SIEGFRIED KANSTEIN GEB. 1908 FLUCHT FRANKREICH VERHAFTET 1942 DEPORTIERT AUS DRANCY ERMORDET 14.11.1942 AUSCHWITZ        | George Perklaan 7 Oisterwijk          | Siegfried Kanstein (1908–1942)              |
|              | HIER WOHNTE ELISABETH KANSTEIN-WOLFF GEB. 1915 FLUCHT FRANKREICH VERHAFTET 1942 DEPORTIERT AUS DRANCY ERMORDET 14.11.1942 AUSCHWITZ  | George Perklaan 7 Oisterwijk          | Elisabeth Kanstein-Wolff (1915–1942)        |
|              | HIER WOHNTE HANS MAY GEB. 1892 DEPORTIERT 1942 ERMORDET 2.10.1944 AUSCHWITZ                                                          | George Perklaan 7 Oisterwijk          | Hans May (1892–1944)                        |
|              | HIER WOHNTE FRIEDRICH MAYER GEB. 1926 DEPORTIERT 1942 ERMORDET 31.3.1944 MITTELEUROPA                                                | Schoolstraat 18 Oisterwijk            | Friedrich Mayer (1926–1944)                 |
|              | HIER WOHNTE OTTO MAX MAYER GEB. 1891 DEPORTIERT 1942 ERMORDET 27.11.1942 AUSCHWITZ                                                   | Schoolstraat 18 Oisterwijk            | Otto Max Mayer (1891–1942)                  |
|              | HIER WOHNTE ERNA MAYER- OPPENHEIMER GEB. 1893 DEPORTIERT 1942 ERMORDET 27.11.1942 AUSCHWITZ                                          | Schoolstraat 18 Oisterwijk            | Erna Mayer-Oppenheimer (1893–1942)          |
|              | HIER WOHNTE FRANZ FERDINAND OPPENHEIMER GEB. 1914 FLUCHT 1940 VERHAFTET 1940 ERMORDET 25.2.1941 SACHSENHAUSEN                        | Schoolstraat 18 Oisterwijk            | Franz Ferdinand Oppenheimer (1914–1941)     |
|              | HIER WOHNTE FRANZ FERDINAND OPPENHEIMER GEB. 1914 FLUCHT 1940 VERHAFTET 1940 ERMORDET 25.2.1941 SACHSENHAUSEN                        | Schoolstraat 18 Oisterwijk            | Franz Ferdinand Oppenheimer (1914–1941)     |
|              | HIER WOHNTE SARA VAN OSS-HAAS GEB. 1882 DEPORTIERT 1943 ERMORDET 13.3.1943 SOBIBOR                                                   | De Lind 2 Oisterwijk                  | Sara van Oss-Haas (1882–1943)               |
|              | HIER WOHNTE OTTO ROSENBAUM GEB. 1875 DEPORTIERT 1942 ERMORDET 16.7.1943 SOBIBOR                                                      | Peperstraat 18 Oisterwijk             | Otto Rosenbaum (1875–1943)                  |
|              | HIER WOHNTE SARAH STEPHANIE ROSENBAUM-VOGEL GEB. 1886 DEPORTIERT 1942 ERMORDET 16.7.1943 SOBIBOR                                     | Peperstraat 18 Oisterwijk             | Sarah Stephanie Rosenbaum-Vogel (1886–1943) |
|              | HIER WOHNTE BLANCA STRAUSS-BATSCHA GEB. 1895 DEPORTIERT 1942 ERMORDET 14.1.1943 AUSCHWITZ                                            | Kerkstraat 33 Oisterwijk              | Blanca Strauss-Batscha (1895–1943)          |
|              | HIER WOHNTE RUDI WERTHEIMER GEB. 1909 DEPORTIERT 1942 AUSCHWITZ ERMORDET 28.1.1945 WÄHREND DES TODESMARSCHES NACH GROSS-ROSEN        | Baaneind 12 Oisterwijk                | Rudi Wertheimer (1909–1945)                 |
|              | HIER WOHNTE CATO WOLFF GEB. 1919 FLUCHT FRANKREICH VERHAFTET 1942 DEPORTIERT AUS DRANCY ERMORDET 14.11.1942 AUSCHWITZ                | George Perklaan 7 Oisterwijk          | Cato Wolff (1919–1942)                      |

## Verlegedaten
- 1. Mai 2018: Moergestel[37]
- 12. März 2019: Oisterwijk (George Perklaan 7, George Perklaan 15, Peperstraat 18, Schoolstraat 18)
- 9. September 2021: Oisterwijk (Adervendreef 2)
- 14. Oktober 2021: (Baaneind 12), Bremlaan 1, Burgemeester Canterslaan 5, De Lind 2, Kerkstraat 33